# ゆめタウンサンピアン
ゆめタウンサンピアンは、熊本県熊本市東区にある、株式会社イズミが運営するショッピングセンターである。当初は株式会社ゆめタウン熊本（イズミグループ）の運営であった。国道57号熊本東バイパス沿いに立地している。
前身は、ニコニコ堂が「サンピアンシティーモール」という名称で運営していたショッピングセンターである。ショッピングセンターがオープンする前は、ニコニコ堂が「サンピアン」という屋外プールセンターを同敷地で運営していた。

## 概要
営業時間 : 食品売場 9:00 - 21:00／その他直営売場 9:00 - 20:00／専門店：10:00 - 20:00（一部専門店は営業時間が異なる）

## 沿革
- 1996年（平成8年）6月 - 「サンピアンシティーモール」としてオープン。
- 2002年（平成14年）7月 - ニコニコ堂より店舗賃貸を受け、ゆめタウンサンピアンとして営業開始。
- 2003年（平成15年）
  - 5月 - 大規模改装のため一時閉店。
  - 7月3日 - 2ヶ月間に渡る大規模改装が終了し、リニューアル改装オープン。
- 2005年（平成17年）10月21日 - 「ベビーザらス」オープン。
- 2008年（平成20年）9月1日 - ゆめタウン熊本が吸収合併されイズミ直営店となる。
- 2010年（平成22年）
  - 5月20日 - 3階フロアがリニューアルされ、自社運営の「ゆめギフト」コーナーなどが新設。
  - 5月28日 - 食品館がディスカウント形態にリニューアル。
- 2016年（平成28年）4月16日 - 熊本地震により建物が半壊する被害を受ける。修復のため同日より休業し、修復およびリニューアル工事を実施。同年9月に1階の食料品売場などから順次営業再開し、同年11月に全フロアでの営業を再開。

## 店舗
イズミ直営の売り場と、87の専門店から構成される。
| 階      | フロア概要 |
| ------- | --- |
| 3階     | 子供服と住まい暮らしの品・アミューズメントのフロア（子供服・書籍・CD・雑貨・ファンシー・フードコート・赤ちゃんの部屋・歯科医院）                        |
| 2階     | 紳士・婦人ファッションと肌着・ベビーザらスのフロア（紳士服・婦人服・実用衣料・カジュアル・化粧品・装粧品・靴・服飾）                                    |
| 1階     | 専門店と総合食品・飲食街・トイザらスのフロア（総合食料品・青果・精肉・鮮魚・惣菜・酒・米・日用消耗品・銘店・携帯電話・DPE・サービスカウンター・催事場） |
| 地下1階 | 駐車場 |

## 主なテナント
- イズミ
- トイザらス
- ベビーザらス

### 専門店
1階
- ラパックス ワールド
- オンデーズ
- マクドナルド
- サーティワン・アイスクリーム
- ミスタードーナツ
- 庄屋
- 新宿さぼてん
- サンエトワール
- 不二家
- エステール
- ココカラファイン
- サンキューカット
- ホワイト急便
- Raffine
- サイゼリヤ
- ATMコーナー（肥後銀行・熊本銀行・熊本信用金庫・労働金庫・ゆうちょ銀行・セゾンカード）

2階
- シーナ
- ハニーズ
- マックハウス
- メガネのヨネザワ
- NOVA
- 日建学院
- 買取大吉

3階
- ABCマート
- 明林堂書店
- 100円ショップ・ダイソー
- スタジオアリス
- ナムコランド
- カーブス
- ネイス体操教室
- セイハ英語学院
- 荒瀬歯科医院
- レッツリハ in the mall

### 過去に存在したテナント
- ミキハウス
- さが美
- ハヤカワスポーツ
- ハウスオブローゼ
- ジュエルカフェ
- おむらいす亭
- 洋麺屋ピエトロ
- イタリアン・トマトCafe Jr.
- はなまるうどん
- リンガーハット
- タカラブネ
- IDEX ECOPLAZA
- シャディサラダ館
- 個別指導塾スタンダード

## 交通アクセス

### 車
- 九州自動車道熊本ICより車6分

### 鉄道
- 九州旅客鉄道（JR九州）豊肥本線 東海学園前駅より車10分
- 九州旅客鉄道  (JR九州)  豊肥本線 竜田口駅より徒歩39分

### バス
- 桜町BT（25番のりば）よりK5-1系統（水前寺公園・熊本県庁・東バイパス経由 光の森産交行き）に乗車、「ゆめタウンサンピアン前」バス停より徒歩1分
- 熊本行き高速バス ひのくに号（植木IC経由各停）「松の本」バス停より徒歩10分

## 近隣SC
- ゆめタウン光の森
- ゆめタウンはません
- イオンモール熊本